# Olivier Wantz
Olivier Wantz (Enghien-les-Bains, 23 juin 1960) est un ancien dirigeant français de l'industrie nucléaire.

## Biographie

### Origines et vie familiale
Olivier Wantz possède des origines luxembourgeoises et alsaciennes du côté de son père (directeur technique chez Siemens), et bretonnes du côté de sa mère. Il est marié à une Australienne.

### Formation
Il est diplômé de la chambre de commerce et d'industrie allemande et a obtenu un DESS d'administration des entreprises à l’IAE de Paris.

### Parcours professionnel
Il rejoint le groupe Siemens en 1983 où il exerce différentes fonctions tout d’abord dans le secteur de l’ingénierie médicale puis en 1995 dans celui des télécommunications au sein de la filiale australienne. En 2000, il est nommé directeur administratif et financier de Siemens Transportation Systems.
Olivier Wantz rejoint le groupe Areva en 2005 au poste de directeur financier de la filiale Areva NP. En 2010, il est nommé directeur ingénierie et projets.
En juillet 2011, il est nommé directeur général adjoint, chargé du soutien aux opérations et membre du directoire.
En mars 2012, il est nommé directeur du business group « Mines ».
En mars 2015, il devient directeur du business group « Mines et Amont ».
Il quitte Areva à la fin 2016.
Il coopère avec Roland Berger de Mars 2017 à Février 2023. 

En 2018 il devient président et cofondateur de la société Unchain Immo , plateforme d'intermédiations immobilières par enchères sous technologie Blockchain. Il met fin à l’activité d’Unchain Immo en décembre 2022.
Sa société Olivier Wantz Entreprises fournit des services de conseil et de coaching de dirigeants depuis 2017. Elle est membre du réseau CEO2CEO Consulting. 
En juin 2022, il devient cofondateur de la société Envhy Technologies, spécialiste de la production d’hydrogène vert. 